# Kostel svatého Mikuláše (Soběnov)
Kostel svatého Mikuláše v Soběnově je jednolodní kostel postavený v gotickém slohu, následně v polovině 17. století proběhla barokní přestavba s přistavením kaple a předsíně. Odchylka osy kostela od směru východ-západ činí 3,27°.
První písemná zmínka pochází z roku 1359, kdy kostel je zmiňován jako farní kostel.  Po požáru v roce 1833 byl v roce 1853 obnoven.